# C. k. sklad školních knih a knihtiskárna
C. k. sklad školních knih a knihtiskárna je zrušená státní tiskárna v Praze, která se nacházela v místech mezi ulicemi Ostrovní a Opatovická.

## Historie

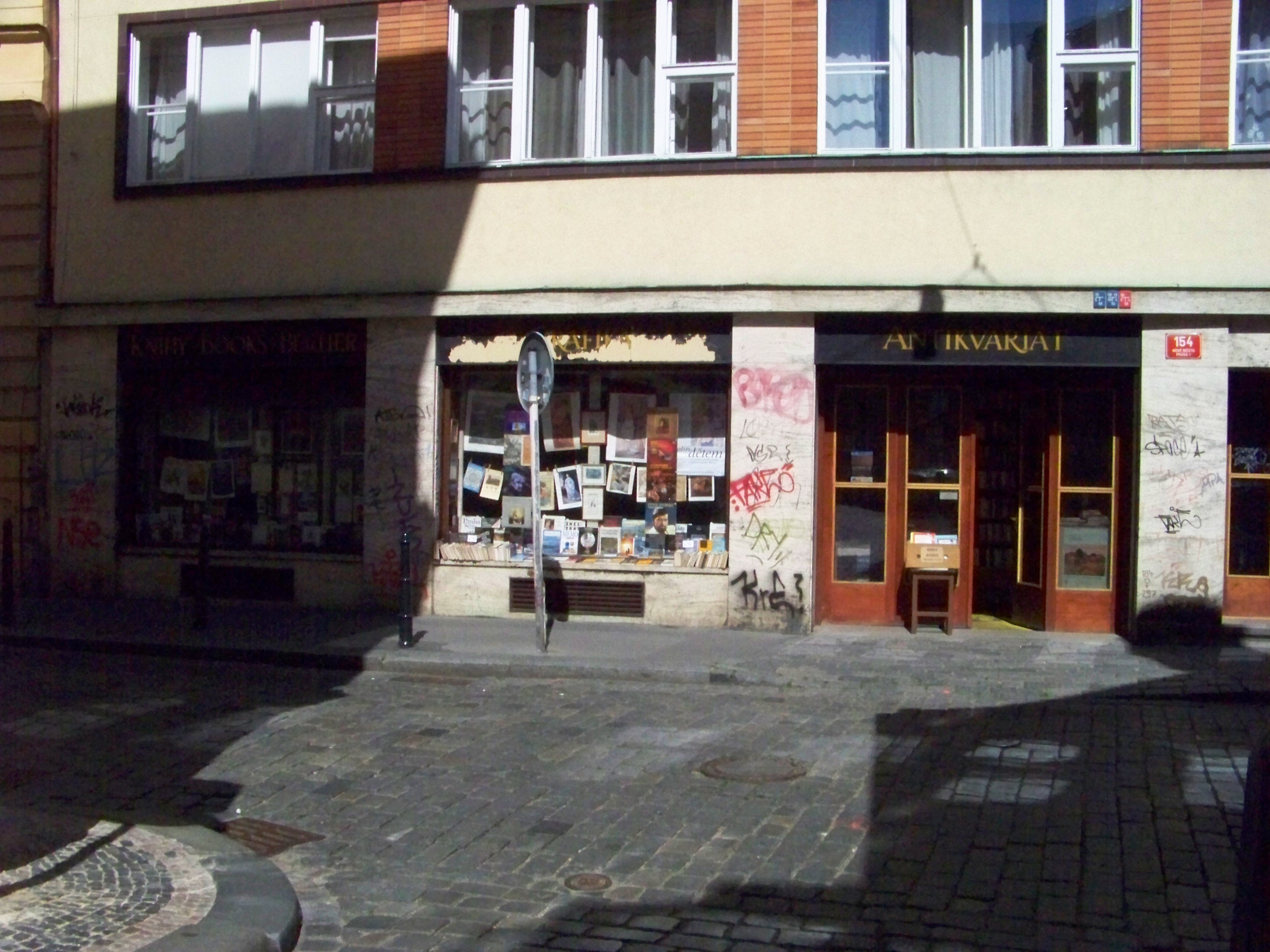
budova bývalé tiskárny z roku 1930 v ulici Opatovická

Původní státní sklad učebnic s tiskárnou byl založen 10. června 1775 na základě patentu císařovny Marie Terezie jako nakladatelství školních knih pro českou zemi, později nazývaný „Knihosklad“. Novou budovu v Ostrovní ulici s novorokokovou fasádou postavil roku 1900 architekt Viktor Beneš.
V letech 1932-1939 vznikla nová tiskárenská budova, která provozně navázala na pravé dvorní křídlo na druhém nádvoří. Tuto funkcionalistickou stavbu navrhl architekt Alois Dryák.
V areálu sídlilo od roku 1947 Státní pedagogické nakladatelství. V letech 2002-2003 přestavěl atelier Olgoj Chorchoj přístavbu v Opatovické pro studio zvukové postprodukce.